# Partula gibba
Partula gibba é uma espécie de gastrópode da família Partulidae.
Pode ser encontrada nos seguintes países: Guam e Marianas Setentrionais.